# Académie Royale de Musique
L'Académie Royale de Musique va ser la primera institució operística permanent a França. Va ser creada per Lluís XIV el 1669. Va exercir un monopoli sobre totes les produccions operístiques del país fins al segle xix. Ha canviat algunes vegades de nom, però és coneguda familiarment com a Òpera de París. Ha ocupat diferents teatres: el Palais Royal, la sala Le Peletier, el Palais Garnier, i des de 1990, l'Opéra Bastille.

## Els inicis de l'Académie
El 28 de juny de 1669 el poeta Pierre Perrin va rebre un privilegi de 12 anys per a instal·lar una Académie d'Opéra per a la representació d'òperes en francès. Perrin va transformar el frontó de la Bouteille en un teatre rectangular amb capacitat per a aproximadament 1.200 espectadors. Malgrat l'èxit inicial de l'Académie, les dificultats financeres van portar Perrin a la presó, amb la qual cosa, Lully va adquirir el privilegi el 13 de març de 1672. Lully adquiria així el monopoli de les representacions operístiques a París, al mateix temps que limitava la plantilla instrumental i vocal dels seus rivals francesos i italians.
A petició de Lully, l'Académie es va traslladar al Palais Royal, lloc on va romandre fins a l'incendi que va assolar l'edifici el 1763. L'Òpera funcionava tot l'any, amb només tres setmanes de vacances en Pasqua, i tancaments puntuals en festes religioses i dols oficials. Lully escrivia una òpera cada any, generalment estrenada pel gener, al mateix temps que tornava a posar en escena tragèdies líriques anteriors per a completar la temporada.